# ジョアンナ・サインロ
ジョアンナ・サインロ（Joanna Sainlo、1982年11月2日 - ）は、フランスの女子ラグビーユニオン選手。

## プロフィール
- フランス出身[1]。
- ポジションはスタンドオフ(SO)。
- 身長 162cm、体重 68kg
- 理学療法士・マッサージ師をやっている[2]。

## 略歴
2018年、ラグビーワールドカップセブンズ2018の7人制女子フランス代表に選ばれて準優勝に貢献。